# Askham Richard
Askham Richard – wieś w Anglii, w hrabstwie ceremonialnym North Yorkshire, w dystrykcie (unitary authority) York. Leży 9 km na południowy zachód od miasta York i 278 km na północ od Londynu. Miejscowość liczy 273 mieszkańców.